# Matthew Sadler
Pour les articles homonymes, voir Sadler.
Matthew Sadler (né le 5 mai 1974 au Royaume-Uni) est un grand maître britannique du jeu d'échecs.

## Biographie et carrière
Sadler a remporté le championnat britannique en 1995 à l'âge de 21 ans et à nouveau en 1997 (conjointement avec Michael Adams). Il a représenté l'Angleterre à l'Olympiade d'échecs de 1996, marquant 10½/13 et remportant la médaille d'or individuelle du meilleur score au quatrième échiquier (l'Angleterre finit 4e de la compétition), il a également participé à l'Olympiade de 1998, marquant 7½/12.
Il réalise un score de 7/9 au 4e échiquier de l'Angleterre au championnat d'Europe des nations à Pula en 1997, soit le meilleur score individuel de l'équipe, ce qui contribue à la victoire finale de l'Angleterre. On lui prédisait une carrière comparable à celles de Nigel Short ou Michael Adams mais il a pris la décision de ne pas poursuivre sa carrière professionnelle aux échecs.
Il a travaillé comme critique pendant plusieurs années pour le magazine New in Chess et a écrit des livres et des articles pour des magazines d'échecs. En 2000, son livre Queen's Gambit Declined a remporté le prix du meilleur livre de l'année de la fédération britannique des échecs.
Sadler a recommencé à jouer aux échecs en tournoi en 2010, remportant le tournoi de parties semi-rapides de Wageningue (Pays-Bas) avec un score de 7/7, devant Jan Timman et Friso Nijboer.